# Wuningbatu
Wuningbatu (kinesiska: 乌宁巴图, 乌宁巴图苏木) är en socken i Kina. Den ligger i den autonoma regionen Inre Mongoliet, i den norra delen av landet, omkring 320 kilometer nordost om regionhuvudstaden Hohhot.
Genomsnittlig årsnederbörd är 502 millimeter. Den regnigaste månaden är juni, med i genomsnitt 134 mm nederbörd, och den torraste är december, med 3 mm nederbörd.